# Vitor Ishiy
Vitor Seiji Ishiy (São Paulo, 22 september 1995) is een Braziliaans professioneel tafeltennisser. Hij speelt rechtshandig, met de penhoudersgreep.
Hij vertegenwoordigde zijn land op de Olympische Zomerspelen 2020 maar won daar geen medailles.